# 10116 Robertfranz
A 10116 Robertfranz (ideiglenes jelöléssel 1992 SJ2) a Naprendszer kisbolygóövében található aszteroida. Freimut Börngen, L. D. Schmadel fedezte fel 1992. szeptember 21-én.